# WSOF 5
WSOF 5: Arlovski vs. Kyle foi um evento de artes marciais mistas promovido pelo World Series of Fighting, ocorrido em 14 de setembro de 2013 em Revel Casino em Atlantic City, New Jersey.

## Background
Anthony Johnson era esperado para enfrentar Mike Kyle no evento principal, porém Johnson foi forçado a se retirar da luta devido à uma lesão e foi substituído por Andrei Arlovski.

## Card Oficial
^ a: Semifinal do Torneio Categoria dos Médios.

### Chave do Torneio Categoria dosMédiosdoWSOF
|  | Semifinais        | Semifinais        | Semifinais |              |  | Final | Final | Final |  |
|  |                   |                   |            |              |  |       |       |       |  |
|  | David Branch      | David Branch      | DEC        |              |  |       |       |       |  |
|  | David Branch      | David Branch      | DEC        |              |  |       |       |       |  |
|  | Danillo Villefort | Danillo Villefort | 3          |              |  |       |       |       |  |
|  | Danillo Villefort | Danillo Villefort | 3          | David Branch |  |       |       |       |  |
|  |                   |                   |            |              |  |       |       |       |  |
|  |                   |                   |            |              |  |       |       |       |  |
|  | Elvis Mutapcic    |                   |            |              |  |       |       |       |  |
|  |                   |                   |            |              |  |       |       |       |  |
|  | Jesse Taylor      |                   |            |              |  |       |       |       |  |